# 家族 (映画)
『家族』（かぞく）は、1970年に松竹で制作・公開された山田洋次監督の映画。山田洋次監督が倍賞千恵子を「民子」という役名で起用した、いわゆる民子3部作（本作、1972年の『故郷』、1980年の『遙かなる山の呼び声』）の第1作である。

## 解説
長崎県の小さな島を離れ、北海道の開拓村まで旅する一家の姿をオールロケーションでドキュメンタリー風に撮った異色作。公害が問題化する北九州工業地帯や日本万国博覧会開催中の大阪、東京の名所上野公園など、旅の風景に高度経済成長期の日本の社会状況が浮かび上がるとともに、南北に広い日本の情景の多様さをも映し出す。本作が公開された1970年の第44回キネマ旬報ベスト・テン第1位に輝くなど、山田洋次の代表作の1つとなった。前年にスタートした『男はつらいよ』シリーズとはまた違った作風で、山田洋次の評価が一段と上がった作品である。尚、本作の主要キャストである倍賞千恵子、笠智衆、前田吟は『男はつらいよ』シリーズのレギュラーであり、他にも渥美清、森川信、三崎千恵子、太宰久雄がチョイ役で出演している。

## ストーリー
クリスチャンでカトリック教徒の風見精一一家は、故郷である長崎県伊王島から、開拓のために北海道標津郡中標津町へ移住することとなった。酪農を夢見ていた精一の決断によるものであった。妻の民子の反対により、当初は、精一が単身で移住することになっていたが、精一の固い意思のまえに民子が翻意し、結局は子供2人を含む家族で移住することになったのである。
同居していた精一の父源蔵については、高齢であることから、広島県福山市にある大規模製鉄所に勤務する次男夫婦の家に移ることになっていた。一家は桜が咲き始める4月はじめに伊王島の家を引き払い、父親のためにまずは福山へ向かった。しかし、ここで次男夫婦が必ずしも父親を歓迎していないことが明らかになり、結局は民子の発案により、父親も一緒に北海道へ移住することになった。
こうして一家5人の列車を乗り継ぐ北海道への旅が始まった。大阪で日本万国博覧会を見物したのち、新幹線によりその日のうちに東京へ到着する。長旅で具合を悪くした赤ん坊である長女のために急遽1泊する旅館を取るが、ひきつけを悪化させてしまい近くの医院に駆け込むものの、治療が遅れたためにそのまま亡くなってしまう。悲嘆に暮れる間もなく、一家は北海道へ急ぐために火葬を取り急ぎ済まし、気持ちの整理ができぬまま、東北本線と青函連絡船を経て、北海道を東上する。
まだ雪深い夜の中、やっとの思いで中標津にたどり着いた頃には、一家は疲れ果てていた。次晩、地元の人々から歓待を受けた一家の父源蔵は上機嫌で炭坑節を歌い、一家はようやく落ち着くかのようにみえた。しかし、源蔵は歓迎会の晩に布団へ入ったまま息を引き取ってしまう。家族2人を失い後悔と悲嘆にくれる精一を、民子は「やがてここにも春が来て、一面の花が咲く」と慰め、励ます。中標津の大地には2つの十字架がたった。6月には中標津にも春が訪れ、一家にとって初めての牛が生まれた。そして民子の胎内にも、新しい命が宿っていた。

## スタッフ
- 監督・原作：山田洋次
- 製作：三嶋与四治　小角恒雄
- 脚本：山田洋次　宮崎晃
- 撮影：高羽哲夫
- 音楽：佐藤勝
- 美術：佐藤公信
- 録音：小尾幸魚
- 調音：松本隆司
- 照明：内田喜夫
- 編集：石井厳
- 監督助手：大嶺俊順
- 装置：伊藤正義
- 装飾：菊竹敏行
- 進行：池田義徳
- 衣裳：東京衣裳
- 現像：東洋現像所
- 製作主任：峰順一
- 製作助手：名島徹
- 撮影助手：梅本寬二
- 照明助手：山の上実
- 録音助手：島田満
- 編集助手：鶴田益一
- 美粧：加藤栄子
- スチール：堺謙一
- 映倫：16293
- 昭和45年度 芸術祭参加

スタッフ本編クレジット表記順　

## キャスト
- 風見民子：倍賞千恵子　25歳[2]
- 風見精一（その夫）：井川比佐志　30歳
- 風見源蔵[注 4]（祖父　精一の父）：笠智衆　65歳
- 風見剛（長男）：木下剛志　3歳
- 風見早苗（長女）：瀬尾千亜紀　1歳

以下出演順
- 丹野先生：梅野泰靖
- 風見力（精一の弟）：前田吟
- 風見澄江（力の妻）：富山真沙子
- 長崎本線の乗客：太宰久雄
- 長崎本線の車掌：山本幸栄
- 万博会場でのチンケの連れ：佐々木梨里
- チンケ（伊王島の住人）：花沢徳衛
- ハナ肇とクレージーキャッツ[注 6]：ハナ肇 犬塚弘 桜井センリ 石橋エータロー 安田伸
- 東京での通りがかりの人：三崎千恵子
- 旅館の主人：森川信
- 連絡船の男：渥美清[注 7]
- 沢亮太（精一の友人）：塚本信夫
- 沢みさお（亮太の妻）：松田友絵
- 看護婦：寺田路恵
- 売店の女店員：水田成美
- 旅館の仲居：谷よしの
- 力の隣人：水木涼子
- 根室本線の乗客：春川ますみ

キャスト本編クレジット表記順
※この他にプロの俳優では無い、各地のロケ場所に暮らす素人を本人そのものの役で起用した（例・区役所の窓口職員、東北本線車中の農協役員、中標津町の酪農家など）。

## 製作
日本映画界は1960年代後半から1970年代前半にかけて映画不況に苦しみ、映画の製作のみで黒字を出していたのは東映だけで、松竹と東宝は洋画の興行部門もあり、映画製作・配給以外にも強い部門を持つため（松竹は歌舞伎と演劇）、映画製作・配給に依存する大映や日活ほど深刻ではなかったものの、映画製作に関しては松竹も「（この先）どうなることか分からない」とまで言われていた。この映画製作を救ったのが「男はつらいよ」で、この大きな貢献から松竹が山田の希望する企画を撮らせたのが『家族』と『故郷』。松竹首脳も企画の段階からこの二本は興行価値はないと解っていたが、松竹には「映画の育ての親」という自負があり、興行価値はなくても水準の高い良心作を作らなければならないという思いからこの二本を作らせた。『故郷』は同時上映が『旅の重さ』で、これも良作と前評判が高く宣伝にも力を入れたが、予想通り2本とも赤字を出した。なお製作には6か月を要したとDVD「予告編」ではアナウンスされている。

## ロケ地
- 長崎県
  - 西彼杵郡（現長崎市）伊王島[6]
    - 主人公家族の故郷。家族は当地の日鉄鉱山に勤務していた設定[6]。巻頭シーン以降、列車で北海道に開拓へ行くために向かう途中に何度も回想シーンとして登場する。
- 広島県福山市
  - 父・笠智衆は、北海道の寒さが辛いだろうという理由で、井川比佐志の弟（前田吟）が住む広島県福山市で暮らす予定で、家族で途中下車して一泊する。福山では高給取りと聞いていた弟が実際は苦しい暮らしをしていることが分かり、予定を変更して父も北海道に行くことになる。弟の勤め先は劇中に言及はないが、日本鋼管福山製鉄所と見られ、同社の社宅や工場の全景も映る。
- 大阪府
  - 大阪市
    - 大阪駅前、梅田地下街、新大阪駅

  - 吹田市万博会場
    - 新幹線までの時間がないため会場内には入らない。
- 東京都台東区
  - 上野駅
    - 上野駅前の旅館に宿泊後、下の子赤ちゃん（早苗）の容態が悪化し、夜中に上野近辺の病院を回り、下谷の診療所に入る。

  - 上野恩賜公園・恩賜上野動物園
    - 源蔵と剛のみが訪れる。
- 青森県青函連絡船
- 北海道函館市
  - 函館駅近辺
  - 標津郡中標津町[6][7]
    - 中標津駅
    - 根釧原野別海町[6]。風見一家の長い旅の終わりとなった開拓村は、中標津の隣・別海町のパイロットファームで撮影が行われた[6]。
    - 山田洋次はしばしば中標津で映画を撮影しており[6]、1980年の『遙かなる山の呼び声』、1984年の『男はつらいよ 夜霧にむせぶ寅次郎』も中標津で撮影が行われた[6]。
- この他、北海道までの車窓風景として、福岡県北九州市の新日本製鐵や、山口県徳山市近辺の瀬戸内工業地域のコンビナート、静岡県富士山、東北地方の田舎風景などが車窓風景で映る。

## 作品の評価

### 受賞歴
- 1970年
  - 第25回毎日映画コンクール
    - 日本映画大賞[6]
    - 男優主演賞（井川比佐志）[6]
    - 女優主演賞（倍賞千恵子）[6]
    - 男優助演賞（笠智衆）[6]
    - 脚本賞（山田洋次、宮崎晃）[6]
- 1970年：キネマ旬報ベスト・テン第一位[6]
- 1970年：キネマ旬報ベスト・テン日本映画監督賞（山田洋次）[6]
- 1970年：キネマ旬報ベスト・テン脚本賞（山田洋次、宮崎晃）
- 1970年：キネマ旬報ベスト・テン女優賞（倍賞千恵子）
- 1970年：キネマ旬報ベスト・テン男優賞（井川比佐志）[6]